# Лубяны (Могилёвская область)
Лубя́ны (бел. Лубяны) — деревня в составе Ланьковского сельсовета Белыничского района Могилёвской области Республики Беларусь. Располагается около озера Вейня.
В деревне имеет сельский клуб и библиотека.

## Географическое положение
Рядом с деревней протекает река Друть.

## Население
- 2010 год — 76 человек

## Экология и природа
Деревня входит в перечень населённых пунктов Белыничского района, находящихся в зонах радиоактивного загрязнения согласно Постановлению Совета Министров Республики Беларусь № 1623 от 23 декабря 2004 г.

## История
На озере Вейна около деревни Лубяны обнаружены следы свайных построек, кремнёвые орудия и гончарные изделия, относящиеся ко II и I тысячелетиям до н. э.